# تویوشوو
تویوشوو (انگلیسی: Tuyushevo) یک شهرک در شهرستان کاراایدلسکی استان باشقیرستان کشور روسیه است.